# Pamukan Utara
Pamukan Utara (indonez. Kecamatan Pamukan Utara) – kecamatan w kabupatenie Kotabaru w prowincji Borneo Południowe w Indonezji.
Kecamatan ten graniczy od północy z prowincją Borneo Wschodnie, od wschodu z kecamatanem Pamukan Selatan, od południa z kecamatanami Sampanahan i Sungai Durian, a od zachodu z kecamatanem Pamukan Barat.
W 2010 roku kecamatan ten zamieszkiwało 18 070 osób, z których 100% stanowiła ludność wiejska. Mężczyzn było 9 839, a kobiet 8 231. 15 643 osoby wyznawały islam, a 1 401 chrześcijaństwo.
Znajdują się tutaj miejscowości: Bakau, Balamea, Bepara, Betung, Binturung, Harapan Baru, Kalian, Lintang Jaya, Mulyo Harjo, Pamukan Indah, Sekayu Baru, Tamiyang, Wonorejo.